# Hector MacKenzie, Baron MacKenzie of Culkein

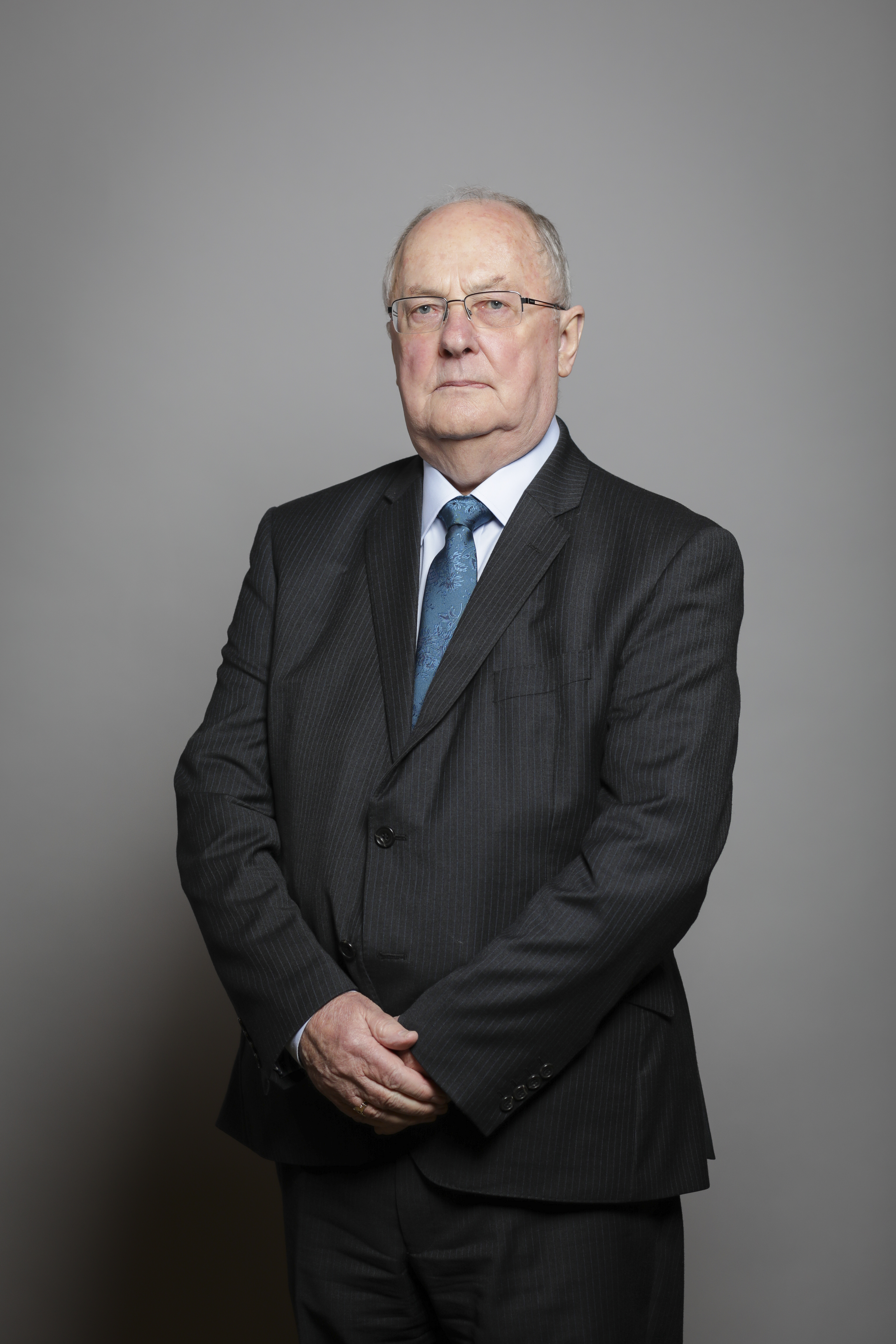
Hector MacKenzie, Baron MacKenzie of Culkein

Hector Uisdean MacKenzie, Baron MacKenzie of Culkein (* 25. Februar 1940) ist ein britischer Krankenpfleger und Gewerkschaftsfunktionär.
Der Sohn von George MacKenzie und Williamina Sutherland lernte Krankenpflege an der Leverndale School of Nursing in Glasgow und der West Cumberland School of Nursing in Whitehaven.
MacKenzie war von 1958 bis 1961 Pfleger am  Leverndale Hospital und von 1964 bis 1966 am West Cumberland Hospital. Seit 1969 arbeitete er für die Confederation of Health Service Employees zunächst als zweiter Regionalsekretär, dann als Regionalsekretär von Yorkshire und East Midlands. Er war ab 1974 im landesweiten Führungsstab und schließlich von 1987 bis 1993 Generalsekretär der Gewerkschaft.
MacKenzie ist Mitglied von UNISON und war von 1993 bis 2000 der stellvertretende Generalsekretär.
1966 erhielt er die Lindsay Robertson Gold Medal als Pfleger des Jahres. 1999 wurde er als Baron MacKenzie of Culkein, of Assynt in Highland, zum Life Peer erhoben.
Lord MacKenzie of Culkein war von 1961 bis 1991 mit Anna Morrison verheiratet, sie haben einen Sohn und drei Töchter.